# Brisbane
 Ikke at forveksle med Brisbane (månekrater).
Brisbane er hovedby, største by i den australske delstat Queensland og den tredjestørste by i Australien. Brisbanes metropolområde har en befolkning på 2,3 millioner og hele den sammenvoksning af byområder, der ligger i det sydøstlige Queensland centreret omkring Brisbane, tæller mere end 3,4 millioner indbyggere. Brisbanes centrale forretningsdistrikt ligger på nordsiden af en af floden Brisbane Rivers mange bugtninger, omkring 10 km fra udmundingen i Moreton Bay. Det er samme sted, som den oprindelige europæiske bosættelse lå. Metropolområdet strækker sig i alle retninger på flodsletten fra Moreton Bay i øst til bjergkæden Great Dividing Range i vest. Byen er opdelt i flere lokalregeringsområder. City of Brisbane dækker den centrale del af byen og er Australiens mest befolkningsrige lokalregering.
Brisbane er en af Australiens ældste byer. Den blev grundlagt på land, som tilhørte Turrbal og Jagera folkene. Byen er opkaldt efter Brisbane River, som igen er opkaldt efter skotten Sir Thomas Brisbane, guvernør i New South Wales fra 1821 til 1825. Området blev valgt til en ny straffekoloni for andengangs lovovertrædere fra kolonien i Sydney. En straffekoloni blev grundlagt i 1824 i Redcliffe, 28 km nord for det nuværende centrum, men den blev hurtigt forladt og flyttet til North Quay i 1825. Byen blev åbnet for fri bosættelse i 1842 og var efterfølgende i perioden 1843-1855 plaget af konflikter med aboriginerne. Brisbane blev valgt til hovedstad, da Queensland i 1859 blev udskilt fra New South Wales som en separat koloni. I 1864 blev byen ramt af en stor ildebrand og i 1893 blev byen oversvømmet. Under 2. verdenskrig spillede Brisbane en central rolle i de allieredes felttog og var General Douglas MacArthurs hovedkvarter i det sydvestlige Stillehav.
I dag er Brisbane kendt for sin specielle Queensland arkitektur, som udgør en stor del af byens gamle bygninger. Den er en populær turistby og fungerer som udgangspunkt for besøgende til Queensland. Byen har været vært for flere store internationale arrangementer inden for kultur, sport og politik, som f.eks. Commonwealth Games 1982, World Expo '88, Goodwill Games i 2001 og G-20 topmødet i 2014.

## Historie

### Det 19. århundrede
Før den europæiske bosættelse var området omkring Brisbane beboet af Turrbal og Jagera folkene. De kaldte området, som i dag er det centrale forretningsdistrikt, for Mian-jin, hvilket betyder "sted formet som en torn". Moreton Bay området blev oprindeligt udforsket af Matthew Flinders. Den 17. juli 1799 gik Flinders i land ved, hvad der nu er kendt som Woody Point. Han kaldte stedet "Red Cliff Point" efter de rødlige klipper, som kan ses fra bugten. I 1823 besluttede guvernøren i New South Wales, Sir Thomas Brisbane, at grundlægge en ny nordlig straffekoloni og et ekspeditionshold med John Oxley i spidsen udforskede Moreton Bay yderligere.
Oxley opdagede, navngav og udforskede Brisbane River så langt som til Goodna, 20 km længere oppe af floden end Brisbane centrum. Oxley anbefalede Red Cliff Point til den nye koloni. Han rapporterede, at skibe der kunne lægge til tæt på kysten uanset tidevand. De første bosættere slog sig ned ved Redcliffe 13. september 1824, under kommando af løjtnant Henry Miller med 14 soldater (nogle kvinder og børn) og 29 fanger. Denne bosættelse blev dog opgivet efter et år og man flyttede kolonien til et sted ved Brisbane River nu kendt som North Quay 28 km mod syd, hvor der var mere stabile vandforsyninger. Højesteretsdommer Francis Forbes i New South Wales gav bosættelsen navnet Edenglassie, før den blev omdøbt til Brisbane. Frie bosættere begyndte at slå sig ned i området omkring Brisbane i 1838. Tyske missionærer slog sig ned ved Zions Hill, Nundah så tidligt som 1837, fem år før Brisbane officielt blev erklæret en fri bosættelse. Missionen bestod af præsterne Christopher Eipper (1813–1894) og Carl Wilhelm Schmidt og en række lægmissionærer. De fik tildelt 260 hektar og etablerede missionen, der blev kendt som German Station.
Under ledelse af kaptajn Patrick Logan (1826-1830) voksede straffekolonien dramatisk fra omkring 200 til over 1.000 mænd.  Han stod for opførelsen af flere betydelige bygninger i sten og mursten, heriblandt skole og hospital. Han oprettede nye udposter og foretog flere opdagelsesrejser. Han var også berygtet for ekstrem brug af den nihalede kat på straffefangerne. Det højest tilladte var 50 slag, men Logan tildelte alligevel regelmæssigt straffe på 150 slag. 
I slutningen af 1840 begyndte Robert Dixon at arbejde på den første byplan for Brisbane i forventning om fremtidig udvikling. Queensland blev udskilt fra New South Wales med et åbent brev fra dronning Victoria dateret 6. juni 1859 og proklameret af Sir George Ferguson Bowen den 10. december 1859, hvormed han blev Queenslands første guvernør. Brisbane blev valgt som hovedstad, selv om den først fik status som city i 1902.

### Det 20. århundrede
Mere end 20 små lokalregeringer blev lagt sammen i 1925 til City of Brisbane, ledet af Brisbane City Council. 1930 blev et særligt år for Brisbane med færdiggørelsen af Brisbane City Hall, dengang byens højeste bygning, og Shrine of Remembrance på ANZAC Square, som er Brisbanes vigtigste krigsmindemærke. Disse historiske bygninger er sammen med Story Bridge, som åbnede i 1940, de vigtigste kendetegn, for den arkitektur, der komme til at præge byen.
Under 2. verdenskrig blev Brisbane en vigtig by for de allieredes felttog, da AMP bygningen (nu kaldet MacArthur Central) blev brugt som hovedkvarter af General Douglas MacArthur, chef for de allieredes stillehavsstyrker, indtil hovedkvarteret blev flyttet til Hollandia i august 1944. MacArthur havde tidligere afvist at benytte University of Queensland som sit hovedkvarter, da det lå ved nogle karakteristiske bugtninger ved floden, som kunne have hjulpet fjendtlige bombefly med at identificere målet. De amerikanske tropper benyttede også T & G Bygningen. Omkring en million amerikanske soldater kom til Australien under krigen. I 1942 var der i Brisbane et voldeligt sammenstød mellem amerikanske soldater og australske soldater og civile, som resulterede i et dødsfald og hundreder af sårede. Episoden blev i folkemunde kendt som Slaget om Brisbane.
Efter krigen udviklede Brisbane et "stor landsby" stigma. Et image som byens politikere og erhvervsliv var meget ivrige efter at fjerne. I slutningen af 1950'erne gav en anonym digter kaldet Brisbane Bard (Brisbane-skjalden) byen megen opmærksomhed og hjalp med at ændre byens image. Selv om Brisbane voksede jævnt blev udviklingen hæmmet af store infrastrukturproblemer. Delstatsregeringen under Joh Bjelke-Petersen begyndte et stort program med ændringer og byfornyelse, startende med det centrale forretningsområde og de indre forstæder. Sporvogne var en populær form for offentlig transport i Brisbane, men nettet blev lukket i 1969.
I 1974 blev Brisbane ramt af en ødelæggende oversvømmelse. Byen voksede dog stadig og modtog mange tilflyttere fra de andre australske delstater. Nogle af Brisbanes populære kendetegn forsvandt i denne periode. Det gælder blandt andre Bellevue Hotel i 1979 og Cloudland i 1982, som blev revet ned under kontroversielle omstændigheder. Større offentlige byggerier i denne periode var Riverside Expressway, Gateway Bridge og senere fornyelsen af South Bank, startende med Queensland Art Gallery.
Brisbane var vært for Commonwealth Games i 1982 og World Exposition i 1988. Med disse begivenheder fulgte offentlige byggerier i en skala, som ikke tidligere var set i Queensland. Siden 1990 har Brisbanes befolkningsvækst oversteget landsgennemsnittet med et gennemsnit på omkring 2,2% om året.

### 21. århundrede
Brisbane blev igen ramt af en stor oversvømmelse i januar 2011. Brisbane River nåede ikke helt samme højde som i 1974, men oversvømmelsen forårsagede alligevel store skader.
Brisbane vandt yderligere international anerkendelse ved at være værter for de afsluttende Goodwill Games i 2001, flere kampe ved Rugby World Cup i 2003 såvel som G-20 topmødet i 2014.

## Geografi
Brisbane ligger i det sydøstlige hjørne af Queensland. Byen ligger omkring Brisbane River og de østlige forstæder når ud til kysten langs Moreton Bay. Hele Brisbane-regionen ligger på kystsletten øst for bjergkæden Great Dividing Range. Brisbane metropolområdet spreder sig langs Moreton Bay flodsletten fra Caboolture i nord til Beenleigh i syd over til Ipswich i sydvest.
Brisbane er en bakket by. Byområdet inklusiv det centrale forretningsdistrikt løftes til dels af udløbere fra Herbert Taylor Range, som f.eks. Mount Coot-tha, der når 300 m, og den mindre Enoggera Hill. Andre prominente bakketoppe i Brisbane er Mount Gravatt og den nærliggende Toohey Mountain. Mount Petrie på 170 m og de mindre Highgate Hill, Mount Ommaney, Stephens Mountain og Whites Hill ligger spredt rundt omkring i byen. Længere mod vest ligger Mount Glorious, (680 m) og Mount Nebo (550 m).
Byen ligger på en lavtliggende flodslette. I forstæderne løber mange mindre vandløb, som øger risikoen for oversvømmelser. Byen er blevet ramt af 3 store oversvømmelser siden grundlæggelsen: i februar 1893, januar 1974 og januar 2011. Oversvømmelsen i 1974 skyldtes til dels cyklonen Wanda. Det havde regnet kraftigt i tre uger før oversvømmelsen, som faldt i Australia Day weekenden (26–27 januar 1974). Oversvømmelsen ødelagde store dele af byen, især forstæderne Oxley, Bulimba, Rocklea, Coorparoo, Toowong og New Farm.

### Klima
Brisbane har et fugtigt subtropisk klima (Köppens klimaklassifikation: Cfa) med varme, fugtige somre og tørre, milde vintre. Da byen ligger tæt på Koralhavet og en varm havstrøm, varierer temperaturerne noget mindre end i andre australske hovedstæder, specielt om vinteren, hvor maksimumtemperaturer under 20 °C er relativt sjældne (sammenholdt med Sydney, Adelaide og Perth). Fra november til marts er tordenstorme almindelige over Brisbane. De er nogle gange ledsaget af kraftige haglbyger, styrtregn og ødelæggende vindstød. På årsbasis har Brisbane gennemsnitligt 124 solskinsdage. Dugpunktet om sommeren er gennemsnitligt omkring 20 °C.
Den højest registrerede temperatur er 43,2 °C 26. januar 1940, men temperaturer over 38 °C er sjældne. Den 19. juli 2007 faldt temperaturen til under frysepunktet, -0,1 °C, ved Brisbanes lufthavn for første gang siden målingerne begyndte. I 2009 registrerede man til gengæld den varmeste vinterdag med 35,4 °C den 24. august. Brisbanes vådeste dag var 21. januar 1887, da der faldt 465 mm regn, som er den højeste mængde nedbør på et døgn, der er målt i en af Australiens hovedstæder.
Fra 2001 til 2010 havde Brisbane og området omkring byen den værste tørke i mere end et århundrede og regnvandsreservoirerne faldt til 16,9% af deres kapacitet den 10. august 2007. Indbyggerne blev pålagt restriktioner på vand til havevanding og anden udendørs vandforbrug. Vandforbruget per indbygger var under 140 liter om dagen, hvilket var et af de laveste forbrug i nogen moderne storby i verden. Den 9. januar 2011 krydsede et lavtryk i de øvre luftlag nord om Brisbane og førte kraftigt regnfald med sig, som ramte et allerede regnmættet kystområde i det sydøstlige Queensland. Resultatet var en alvorlig oversvømmelse og ødelæggelser i Brisbane og omegn. Regnfaldet fyldte næsten vandreservoirerne (98%) og tørkeperioden var effektivt afsluttet. Vandrestriktionerne er blevet erstattet med et mål om at begrænse vandforbruget til 200 liter om dagen, men forbruget er sjældent over 160 liter. I november 2011 havde Brisbane 22 dage uden regn, hvilket var den tørreste start på november siden 1919.
Brisbane ligger i risikozonen for tropiske cykloner, men de rammer sjældent byen. Den sidste, der berørte Brisbane uden at gå direkte over byen, var cyklonen Hamish i marts 2009. Den gik 350 km nord for Brisbane, men forårsagede store skader ved strandene og et stort olieudslip i Moreton Bay. Havtemperaturen er gennemsnitligt 24 °C og svinger mellem 21 °C i juli og 27 °C i februar. Byen rammes tit af kraftige tordenstorme i forårs- og sommermånederne. Den 16. november 2008 forårsagede en storm store skader i de ydre forstæder, især i The Gap. Tage blev revet af huse og hundredvis af træer væltede. Den 27. november 2014 ramte en voldsom storm centrum. Store hagl ødelagde vinduer i skyskrabere og en stormflod ramte centrum. Vindhastigheder på 141 km/t blev målt i nogle forstæder. Mange huse og biler blev ødelagt og i Brisbane og Archerfield lufthavnene blev flyene væltet rundt. Støvstorme er meget sjældne i Brisbane, men byen blev ramt 23. september 2009 af en voldsom støvstorm, som også ramte andre dele af det østlige Australien.
| Vejr for Brisbane (Brisbane Station, 1999–2014) | Vejr for Brisbane (Brisbane Station, 1999–2014) | Vejr for Brisbane (Brisbane Station, 1999–2014) | Vejr for Brisbane (Brisbane Station, 1999–2014) | Vejr for Brisbane (Brisbane Station, 1999–2014) | Vejr for Brisbane (Brisbane Station, 1999–2014) | Vejr for Brisbane (Brisbane Station, 1999–2014) | Vejr for Brisbane (Brisbane Station, 1999–2014) | Vejr for Brisbane (Brisbane Station, 1999–2014) | Vejr for Brisbane (Brisbane Station, 1999–2014) | Vejr for Brisbane (Brisbane Station, 1999–2014) | Vejr for Brisbane (Brisbane Station, 1999–2014) | Vejr for Brisbane (Brisbane Station, 1999–2014) | Vejr for Brisbane (Brisbane Station, 1999–2014) |
|                                                 | Jan                                             | Feb                                             | Mar                                             | Apr                                             | Maj                                             | Jun                                             | Jul                                             | Aug                                             | Sep                                             | Okt                                             | Nov                                             | Dec                                             | År                                              |
| ----------------------------------------------- | ----------------------------------------------- | ----------------------------------------------- | ----------------------------------------------- | ----------------------------------------------- | ----------------------------------------------- | ----------------------------------------------- | ----------------------------------------------- | ----------------------------------------------- | ----------------------------------------------- | ----------------------------------------------- | ----------------------------------------------- | ----------------------------------------------- | ----------------------------------------------- |
| Gennemsnitlig maks °C                           | 30,2                                            | 29,9                                            | 28,9                                            | 27,1                                            | 24,4                                            | 21,9                                            | 21,9                                            | 23,2                                            | 25,7                                            | 27,1                                            | 28                                              | 29,3                                            | 26,5                                            |
| Gennemsnitlig min °C                            | 21,5                                            | 21,3                                            | 20                                              | 17,3                                            | 13,5                                            | 11,7                                            | 10,1                                            | 10,7                                            | 13,7                                            | 16,3                                            | 18,7                                            | 20,3                                            | 16,3                                            |
| Gennemsnitlig nedbør mm                         | 153,9                                           | 133                                             | 105,8                                           | 65,8                                            | 58,5                                            | 57,6                                            | 24,7                                            | 42,1                                            | 28,8                                            | 72,5                                            | 106,6                                           | 138,7                                           | 993                                             |
| Kilde: Bureau of Meteorology"                   |                                                 |                                                 |                                                 |                                                 |                                                 |                                                 |                                                 |                                                 |                                                 |                                                 |                                                 |                                                 |                                                 |

| Vejr for Brisbane (Brisbane Airport, 1992–2014) | Vejr for Brisbane (Brisbane Airport, 1992–2014) | Vejr for Brisbane (Brisbane Airport, 1992–2014) | Vejr for Brisbane (Brisbane Airport, 1992–2014) | Vejr for Brisbane (Brisbane Airport, 1992–2014) | Vejr for Brisbane (Brisbane Airport, 1992–2014) | Vejr for Brisbane (Brisbane Airport, 1992–2014) | Vejr for Brisbane (Brisbane Airport, 1992–2014) | Vejr for Brisbane (Brisbane Airport, 1992–2014) | Vejr for Brisbane (Brisbane Airport, 1992–2014) | Vejr for Brisbane (Brisbane Airport, 1992–2014) | Vejr for Brisbane (Brisbane Airport, 1992–2014) | Vejr for Brisbane (Brisbane Airport, 1992–2014) | Vejr for Brisbane (Brisbane Airport, 1992–2014) |
|                                                 | Jan                                             | Feb                                             | Mar                                             | Apr                                             | Maj                                             | Jun                                             | Jul                                             | Aug                                             | Sep                                             | Okt                                             | Nov                                             | Dec                                             | År                                              |
| ----------------------------------------------- | ----------------------------------------------- | ----------------------------------------------- | ----------------------------------------------- | ----------------------------------------------- | ----------------------------------------------- | ----------------------------------------------- | ----------------------------------------------- | ----------------------------------------------- | ----------------------------------------------- | ----------------------------------------------- | ----------------------------------------------- | ----------------------------------------------- | ----------------------------------------------- |
| Gennemsnitlig maks °C                           | 29                                              | 29                                              | 27,9                                            | 26                                              | 23,5                                            | 21,2                                            | 20,9                                            | 21,8                                            | 24,2                                            | 25,5                                            | 26,8                                            | 28,1                                            | 25,3                                            |
| Gennemsnitlig min °C                            | 21,2                                            | 21,1                                            | 19,5                                            | 16,4                                            | 12,8                                            | 10,6                                            | 9                                               | 9,7                                             | 12,8                                            | 15,7                                            | 18,3                                            | 20                                              | 15,6                                            |
| Gennemsnitlig nedbør mm                         | 139,3                                           | 119,8                                           | 99,7                                            | 75,6                                            | 103,4                                           | 66,2                                            | 30,2                                            | 41,3                                            | 32,2                                            | 72,1                                            | 95,7                                            | 131,1                                           | 994,1                                           |
| Kilde: Bureau of Meteorology"                   |                                                 |                                                 |                                                 |                                                 |                                                 |                                                 |                                                 |                                                 |                                                 |                                                 |                                                 |                                                 |                                                 |

| Brisbane nedbørsdata (Brisbane Regional Office 1840–1994) | Brisbane nedbørsdata (Brisbane Regional Office 1840–1994) | Brisbane nedbørsdata (Brisbane Regional Office 1840–1994) | Brisbane nedbørsdata (Brisbane Regional Office 1840–1994) | Brisbane nedbørsdata (Brisbane Regional Office 1840–1994) | Brisbane nedbørsdata (Brisbane Regional Office 1840–1994) | Brisbane nedbørsdata (Brisbane Regional Office 1840–1994) | Brisbane nedbørsdata (Brisbane Regional Office 1840–1994) | Brisbane nedbørsdata (Brisbane Regional Office 1840–1994) | Brisbane nedbørsdata (Brisbane Regional Office 1840–1994) | Brisbane nedbørsdata (Brisbane Regional Office 1840–1994) | Brisbane nedbørsdata (Brisbane Regional Office 1840–1994) | Brisbane nedbørsdata (Brisbane Regional Office 1840–1994) | Brisbane nedbørsdata (Brisbane Regional Office 1840–1994) | Brisbane nedbørsdata (Brisbane Regional Office 1840–1994) |
| mm                                                        | mm                                                        | mm                                                        | mm                                                        | mm                                                        | mm                                                        | mm                                                        | mm                                                        | mm                                                        | mm                                                        | mm                                                        | mm                                                        | mm                                                        | mm                                                        | mm                                                        |
| Måned                                                     | Jan                                                       | Feb                                                       | Mar                                                       | Apr                                                       | Maj                                                       | Jun                                                       | Jul                                                       | Aug                                                       | Sep                                                       | Okt                                                       | Nov                                                       | Dec                                                       | Total                                                     |                                                           |
| --------------------------------------------------------- | --------------------------------------------------------- | --------------------------------------------------------- | --------------------------------------------------------- | --------------------------------------------------------- | --------------------------------------------------------- | --------------------------------------------------------- | --------------------------------------------------------- | --------------------------------------------------------- | --------------------------------------------------------- | --------------------------------------------------------- | --------------------------------------------------------- | --------------------------------------------------------- | --------------------------------------------------------- | --------------------------------------------------------- |
| Største nedbør                                            | 871.8 mm                                                  | 1025.9 mm                                                 | 864.7 mm                                                  | 547.6 mm                                                  | 409.6 mm                                                  | 647.4 mm                                                  | 329.5 mm                                                  | 372.7 mm                                                  | 137.9 mm                                                  | 457.1 mm                                                  | 412.8 mm                                                  | 839.5 mm                                                  | 2242.4 mm                                                 |                                                           |
| Gennemsnitlig nedbør                                      | 159.6 mm                                                  | 158.3 mm                                                  | 140.7 mm                                                  | 92.5 mm                                                   | 73.7 mm                                                   | 67.8 mm                                                   | 56.5 mm                                                   | 45.9 mm                                                   | 45.7 mm                                                   | 75.4 mm                                                   | 97.0 mm                                                   | 133.3 mm                                                  | 1149.1 mm                                                 |                                                           |
| Mindste nedbør                                            | 8.2 mm                                                    | 14.7 mm                                                   | 0.0 mm                                                    | 1.1 mm                                                    | 0.0 mm                                                    | 0.0 mm                                                    | 0.0 mm                                                    | 0.0 mm                                                    | 0.2 mm                                                    | 0.7 mm                                                    | 0.0 mm                                                    | 8.9 mm                                                    | 411.5 mm                                                  |                                                           |
| Bureau of Meteorology                                     |                                                           |                                                           |                                                           |                                                           |                                                           |                                                           |                                                           |                                                           |                                                           |                                                           |                                                           |                                                           |                                                           |                                                           |

### Byens struktur og arkitektur
Brisbanes centrale forretningsområde ligger ved en bugtning på Brisbane River. Området dækker 2,2 km2. De vigtigste gader er opkaldt efter den engelske kongefamilie. Queen Street er Brisbanes traditionelle hovedgade. Gader opkaldt efter kvindelige medlemmer af kongefamilien (Adelaide, Alice, Ann, Charlotte, Elizabeth, Margaret, Mary) løber parallelt med Queen Street og Queen Street Mall (opkaldt efter dronning Victoria). Gaderne der er opkaldt efter mandlige medlemmer (Albert, Edward, George, William) går vinkelret på Queen Street. Byen har bevaret nogle af de gamle bygninger fra 1820'erne. Den gamle vindmølle, The Old Windmill, i Wickham Park, der blev bygget af straffefanger i 1824, er den ældste tilbageblivende bygning i Brisbane. Vindmøllen blev brugt til at male korn. Den kunne også bruges som trædemølle og blev som sådan brugt til afstraffelse af fanger indtil 1842. Langt senere blev møllens tårn brugt til at sende de første TV-signaler på den sydlige halvkugle. Det var pionerer, som eksperimenterede med TV helt fra april 1934 indtil 2. verdenskrig — længe før TV blev almindeligt. Commissariat Store i William Street blev bygget af straffefanger i 1828 og blev oprindeligt brugt som kornlager. Senere har den blandt andet været brugt til at indlogere immigranter og som statsarkiv. Den er bygget i Brisbane tuf fra det nærtliggende Kangaroo Point Cliffs og sandsten fra et stenbrud nær Albion Park Racecourse. I dag huser den Royal Historical Society of Brisbane. Brisbanes metropolområde havde en tæthed på 140 mennesker per kvadratkilometer i 2013. Som i mange vestlige byer strækker forstæderne sig langt uden for centrum. Det skyldes at størstedelen af Brisbanes boliger er enfamiliehuse.
Tidlig lovgivning begrænsede minimumsstørrelsen for boliger, hvilket er årsagen til, at der er relativt få terrassehuse i Brisbane. I de senere år er befolkningstætheden i centrum og de indre forstæder steget efter opførelsen af mange lejlighedsbyggerier. I det centrale forretningsdistrikt er antallet af beboere således fordoblet på 5 år. Brisbanes boliger har historisk været bygget i queenslander-stil. Disse huse er bygget i træ med store verandaer og typisk på pæle. Husene er dog betydelig mindre end de traditionelle. Nogle gange helt ned til kvart størrelse. Disse boliger er ved at blive sjældne, men kan stadig ses i de indre forstæder. Lejlighedsbyggerier er relativt nye i Brisbane og der findes kun få boligblokke bygget før 1970 bortset fra i forstæder som New Farm.
Brisbane har nogle af de højeste bygninger i Australien. Den højeste er Infinity med 249 meter. Andre høje bygninger er Soleil med 243 meter, Aurora Tower med 207 meter, Riparian Plaza med 200 meter og One One One Eagle Street med 195 meter. 222 Margaret Street med 274 meter og 1 William Street med 260 meter er under opførelse.
| 1  | Walter Taylor Bridge (vej) (venstre), Albert Bridge (jernbane) (centrum), unavngiven bro (jernbane) (højre), Jack Pesch Bridge (længst til højre) |
| 2  | Eleanor Schonell Bridge (Green Bridge) (fodgængere, cykler, busser)                                                                               |
| 3  | Merivale Bridge (jernbane) |
| 4  | William Jolly Bridge (vej) |
| 5  | Victoria Bridge |
| 6  | Captain Cook Bridge |
| 7  | Story Bridge |
| 8  | Pacific Motorway |
| 9  | Suncorp Stadium (Lang Park) (Rugby league ground)                                                                                                 |
| 10 | Norman Creek (Anglican Church Grammar School) |
| 11 | Oxley Creek |
| 12 | Brisbane River |
| 13 | Indooroopilly Shoppingtown |
| 14 | "The Gabba" (Brisbane Cricket Ground) |
| 15 | South Bank arts and recreation precinct |

| 16 | Central business district                                        |
| 17 | University of Queensland (UQ) St Lucia Campus                    |
| 18 | City Botanic Gardens                                             |
| 19 | Queensland University of Technology (QUT) Gardens Point Campus   |
| 20 | Goodwill Bridge (fodgængere og cykler)                           |
| 21 | Royal Brisbane and Women's Hospital og Royal Children's Hospital |
| 22 | Mater Private Hospital                                           |
| 23 | Roma Street Rail Station                                         |
| 24 | Roma Street Parkland                                             |
| 25 | New Farm Park and Powerhouse                                     |
| 26 | Victoria Park Golf Course                                        |
| 27 | Brisbane Exhibition Ground                                       |
| 28 | Brisbane Riverwalk (ødelagt under oversvømmelserne i 2011)       |
| 29 | Inner City Bypass (jernbane) (venstre) (vej) (højre)             |
| 30 | Indooroopilly Golf Course (Long Pocket)                          |

| 1  | Walter Taylor Bridge (vej) (venstre), Albert Bridge (jernbane) (centrum), unavngiven bro (jernbane) (højre), Jack Pesch Bridge (længst til højre) |
| 2  | Eleanor Schonell Bridge (Green Bridge) (fodgængere, cykler, busser)                                                                               |
| 3  | Merivale Bridge (jernbane) |
| 4  | William Jolly Bridge (vej) |
| 5  | Victoria Bridge |
| 6  | Captain Cook Bridge |
| 7  | Story Bridge |
| 8  | Pacific Motorway |
| 9  | Suncorp Stadium (Lang Park) (Rugby league ground)                                                                                                 |
| 10 | Norman Creek (Anglican Church Grammar School) |
| 11 | Oxley Creek |
| 12 | Brisbane River |
| 13 | Indooroopilly Shoppingtown |
| 14 | "The Gabba" (Brisbane Cricket Ground) |
| 15 | South Bank arts and recreation precinct |

| 16 | Central business district                                        |
| 17 | University of Queensland (UQ) St Lucia Campus                    |
| 18 | City Botanic Gardens                                             |
| 19 | Queensland University of Technology (QUT) Gardens Point Campus   |
| 20 | Goodwill Bridge (fodgængere og cykler)                           |
| 21 | Royal Brisbane and Women's Hospital og Royal Children's Hospital |
| 22 | Mater Private Hospital                                           |
| 23 | Roma Street Rail Station                                         |
| 24 | Roma Street Parkland                                             |
| 25 | New Farm Park and Powerhouse                                     |
| 26 | Victoria Park Golf Course                                        |
| 27 | Brisbane Exhibition Ground                                       |
| 28 | Brisbane Riverwalk (ødelagt under oversvømmelserne i 2011)       |
| 29 | Inner City Bypass (jernbane) (venstre) (vej) (højre)             |
| 30 | Indooroopilly Golf Course (Long Pocket)                          |

## Regering
I modsætning til i andre australske hovedstæder udgøres en stor del af byen af et enkelt lokalregeringsområde. Lokalregeringen City of Brisbane blev oprettet i 1925 ved en sammenlægning af 20 mindre lokalregeringer. Den er klart Australiens største lokalregering, hvad angår antal indbyggere og budget. City of Brisbane dækker 1.367 km2, men Byen er for længe siden vokset ud over dens gamle grænser.
City of Brisbanes årlige budget er omkring 1,6 milliarder AUD og den har værdier for 13 milliarder AUD. Resten af metropolområdet ligger i lokalregeringsområderne Logan City mod syd, Moreton Bay Region mod nord, City of Ipswich mod sydvest, Redland City mod sydøst og en lille stribe af Scenic Rim Region langt mod vest. Den nuværende borgmester i Brisbane er Graham Quirk fra Liberal National Party of Queensland.

## Økonomi
Brisbane har set en vedvarende økonomisk vækst de senere år på grund af boomet i den australske mineindustri. Virksomheder inden for informationsteknologi, den finansielle sektor, højere uddannelse og offentlig administration er fortrinsvis beliggende i og omkring det centrale forretningsdistrikt og i nyetablerede kontorbygninger i de indre forstæder. Metalindustri, olieraffinaderi, papirmølle, Queensland Rails togværksteder og havnen ligger ved Brisbane Rivers nedre løb og i nye industrizoner i byens udkant. Turisme er også en vigtig del af Brisbanes økonomi. Det gælder ikke kun den turisme, der er rettet mod byen, men også den del, hvor Brisbane bruges som udgangspunkt for at besøge andre steder i Queensland.
Siden slutningen af 1990'erne og starten af 2000'erne har Queensland støttet udviklingen af højteknologi og vidensindustri i Queensland som helhed og specielt i Brisbane, som en del af dens "Smart State" initiativ. Regeringen har investeret i bioteknologi- og forskningsfaciliteter ved flere universiteter i Brisbane. Institute for Molecular Bioscience ved University of Queensland (UQ) Saint Lucia Campus er et stort initiativ støttet af både delstats- og forbundsregeringen. Et lignende initiativ er taget på Queensland University of Technology (QUT) Campus ved Kelvin Grove med oprettelsen af Institute of Health and Biomedical Innovation (IHBI).
Brisbane er et af Australiens erhvervscentre. De fleste store australske firmaer såvel som mange internationale har kontorer i Brisbane. Mange elektronikfirmaer har distributionscentre i eller omkring byen. DHL Globals distributionscenter for Oceanien ligger i Brisbane. Det same gælder Asia Pacific Aerospaces hovedkvarter. Større australske firmaer, der har hovedkvarter i Brisbane, omfatter Suncorp-Metway Limited, Flight Centre, Sunsuper, Orrcon, Credit Union Australia, Boeing Australia, Donut King, Wotif.com, WebCentral, PIPE Networks, Krome Studios, Mincom Limited, TechnologyOne, Thiess Pty Ltd og Virgin Australia. Brisbane har den fjerdehøjeste medianindkomst per husholdning blandt de australske hovedstæder med AUD 57.772.

### Port of Brisbane
Brisbanes havn, Port of Brisbane, ligger ved den nedre del af Brisbane River og på Fisherman's Island i flodmundingen. Den er den 3. vigtigste i Australien, opgjort efter værdien af gods. Containere, sukker, korn, kul og olie er de største eksportvarer. Størstedelen af havnens faciliteter er mindre end 30 år gamle og er bygget op i mangrove- og sumpområder.
Havnen er en del af Australia TradeCoast, som er Australiens hurtigst voksende økonomiske udviklingsområde. Geografisk omfatter Australia TradeCoast et stort landområde omkring lufthavnen og havnen. Kommercielt har området tiltrukket firmaer fra hele Sydøstasien og Oceanien.

## Demografi
Det australske statistikkontor Australian Bureau of Statistics (ABS) bruger sin egen definition på Brisbane i sine statistikker: Brisbane's Greater Capital City Statistical Area. Området omfatter lokalregeringsområderne City of Brisbane, City of Ipswich, Moreton Bay Region, Logan City og Redland City, som udgør et sammenhængende metropolområde. ABS estimerede befolkningstallet til 2.238.394 i juni 2013 mod 2.065.996 i 2011, hvilket gør Brisbane til Australiens tredjestørste by. Brisbane havde den næsthøjeste vækstrate, 11,5%, blandt de australske hovedstæder fra folketællingen i 2006 til 2011.
Folketællingen i 2011 viste, at 2% af Brisbanes indbyggere er af indfødt oprindelse og 29,7% var født uden for Australien. Af disse var flest født i Storbritannien, New Zealand og Indien. Omkring 17,9% af husstandene taler et andet sprog end engelsk. De mest udbredte er mandarin 1,5%, vietnamesisk 0,9%, kantonesisk 0,9%, samoisk 0,6% og spansk 0,6%.
Den indre by og de sydlige forstæder har flest indbyggere født uden for Australien. Brisbanes etniske kinesere har traditionelt været domineret af tilflyttere fra Hong Kong og Taiwan. En stor del af disse bor i området omkring Sunnybank, Sunnybank Hills, Stretton og Robertson. Den store andel af kinesere fra Hong Kong og Taiwan er særlig for Brisbane. I Sydney og Melbourne er der relativt langt flere fra det kinesiske hovedland. Brisbane har den næststørste koreanske befolkningsgruppe i Australien efter Sydney. En stor del af vietnameserne bor i forstæderne Darra og Inala. Moorooka har mange indbyggere af afrikansk oprindelse. De indre sydlige forstæder har mange indbyggere af sydeuropæisk oprindelse. Italienerne har historisk set slået sig ned i New Farm. Der er også store grupper af tilflyttere fra Indien, Filippinerne, Pakistan, Tyskland, Papua New Guinea, Fiji og andre stillehavsstater i Brisbane

## Uddannelse
Brisbane har flere universiteter. University of Queensland (UQ), Queensland University of Technology (QUT) og Griffith University er alle blandt Australiens mest anerkendte. Andre universiteter, som har afdelinger i Brisbane, er Australian Catholic University, Central Queensland University, James Cook University, University of Southern Queensland og University of the Sunshine Coast. Det nationale Aboriginal Centre for the Performing Arts ligger også i Brisbane.
Der er tre store erhvervsskoler, TAFE, i Brisbane: Brisbane North Institute of TAFE, Metropolitan South Institute of TAFE og Southbank Institute of TAFE. Brisbane har også en række andre videregående uddannelsesinstitutioner: Australian College of Natural Medicine, Brisbane College of Theology, QANTM, Jazz Music Institute og Jschool: Journalism Education & Training, JMC Academy.
Mange af Brisbanes skoler styres af Education Queensland, som er en statsinstitution. Der er også et stort antal - hovedsageligt kristne - privatskoler.

## Infrastruktur

### Sundhed
Brisbane dækkes af to af Queensland Healths 15 distrikter: Metro North og Metro South. I Brisbane-området er der 8 større offentlige hospitaler, 4 store private hospitaler samt mindre offentlige og private faciliteter. Specialister og almen praktiserende læger findes i centrum og de fleste forstæder.

### Transport
Brisbane har et udbygget transportnetværk såvel som forbindelser til andre regionale centre, andre australske delstater og udenlandske destinationer. Brugen af offentlig transport i byen er kun en lille del af den totale passagerertransport. Den største del kommer fra privatbilismen.
Offentlig transport udgøres af bus, tog og færger. Busserne drives af offentlige og private operatører, mens tog og færger drives af det offentige. Brisbanes centrale forretningsdistrikt er centrum for al offentlig transport med Queen Street Bus Station, jernbanestationerne Roma Street og Central samt forskellige færgelejer. Brisbanes CityCats højhastighedsfærger, som er populære hos såvel turister og pendlere, sejler af Brisbane River mellem University of Queensland og Apollo Road.
Citytrains lokalnet består af 10 forstadslinjer, som primært dækker området vest, nord og øst for byen. Siden 2000 har Brisbane haft et busnetværk, som omfatter South East Busway, Northern Busway og Eastern Busway. TransLink er et integreret billetsystem, som virker på tværs af alle de offentlige transportsystemer.
Brisbane River udgør til dels en barriere mellem den sydlige og den nordlige del af byen. I alt er der ti vejbroer, som fortrinsvis ligger i den indre by. Der er også tre jernbanebroer og to fodgængerbroer. Eleanor Schonell Bridge (oprindeligt kaldt og stadig kendt som The Green Bridge - Den Grønne Bro) mellem University of Queensland og Dutton Park er reserveret busser, fodgængere og cyklister. Der er flere tunnel- og broprojekter undervejs som en del af City of Brisabnes TransApex plan.
Riverwalk er et udstrakt netværk af gang- og cykelstier, som er anlagt langs bredden af Brisbane River.
Brisbane har flere motorveje. Pacific Motorway forbinder den centrale by med Gold Coast mod syd. Ipswich Motorway forbinder byen med Ipswich i vest via de sydlige forstæder, mens Western Freeway og Centenary Motorway forbinder Brisbanes indre vest og ydre sydvest med Ipswich Motorway. Bruce Highway er Brisbanes hovedvej mod nord. Den stopper først efter 1.700 km i Cairns og passerer gennem hovedparten af de større byer langs Queenslands kyst. Gateway Motorway er en privat betalingsvej, som forbinder Gold Coast med Sunshine Coast med en alternativ rute over Gateway Bridge og uden om den indre by. Port of Brisbane Motorway forbinder Gateway med Port of Brisbane, mens Inner City Bypass og Riverside Expressway fungerer som et indre ringvejssystem uden om centrum.
Brisbanes befolkningsvækst har øget de trafikale udfordringer i det sydøstlige Queensland. Delstaten og Brisbane City Council prøver at løse problemerne med nye infrastrukturplaner og øget støtte til transportprojekter som South East Queensland Infrastructure Plan and Program. Fokus har primært været på at udbygge det eksisterende vejsystem med tunneller og omfartsveje og at forbedre den offentlige transport.
Brisbane Airport (IATA kode: BNE) er byens vigtigste lufthavn. Den er Australiens tredjestørste målt på trafik efter Sydney Airport og Melbourne Airport. Den ligger nordøst for centrum og har både indenrigs- og udenrigstrafik. I 2012 havde Brisbane Airport over 21,3 millioner passagerer. Brisbane Airtrain forbinder lufthavnen med centrum. Archerfield Airport i Brisbanes sydlige forstæder benyttes til general luftfart.

### Vand, gas og el
SEQ Water står for indvinding, opbevaring og behandling af det vand, som bruges til at forsyne Brisbane. De sælger vandet til Queensland Urban Utilities (tidligere Brisbane Water), der står for distributionen til Brisbane. Vandet opbevares i tre inddæmmede søer: Wivenhoe, Somerset og North Pine. Siden 13. maj 2005 har Brisbane gennemført vandrestriktioner på grund af tørke. Det fik delstatsregeringen til at annoncere, at renset spildevand vil blive pumpet tilbage i vandreservoirerne, når rørsystemet var på plads i 2009. Efterfølgende er vandrestriktionerne blevet hævet og vandbesparelse er ikke længere højt prioriteret i lokalregeringsrådet, selvom indbyggerne opfordres til at spare på vandet.
Elektricitet i Brisbane distribueres af Energex og gas af Origin Energy. Begge firmaer har tidligere haft monopol få forsyning af private husholdninger. Siden 1. juli 2007 har Queensland dereguleret energimarkedet og tillader nu flere selskaber at sælge gas og elektricitet.
Brisbane er dækket af alle store og de fleste mindre telekommunikationsvirksomheder og deres netværk. Forretningskvarteret i Brisbane er dækket af et nedgravet fibernetvæk med talrige forbindelser til de indre forstæder. Telstra og Optus leverer kabel-TV og internet til størstedelen af metropolområdet. 3 Mobile, Telstra, Optus og Vodafone dækker hele byen med 2.5G, 3G og 3.5G mobiltelefonnetværk.

## Kultur
Brisbane har en betydelig teater- og musikscene.
Queensland Gallery of Modern Art (GOMA) åbnede i december 2006 og er en af de seneste tilføjelser til kultur- og fritidsområdet i South Bank. Det rummer velkendte arbejder inden for moderne kunst fra Australien såvel som udlandet. GOMA afholder Asia Pacific Triennial (APT), som fokuserer på moderne kunst fra Asien og Stillehavsområdet. GOMA har også et stort cinematek. Gallery of Modern Art ligger ved siden af biblioteket State Library of Queensland og Queensland Art Gallery.
Queensland Performing Arts Centre (QPAC), som ligger i South Bank, indeholder en koncerthal og tre teatersale. Det huser Queensland Ballet, Opera Queensland, Queensland Theatre Company og Queensland Symphony Orchestra. Queensland Conservatorium, hvor professionelle musikere og konservatoriestuderende også afholder koncerter ligger i South Bank Parklands. Flere sangkor optræder årligt forskellige steder i byen. De mest kendte er Brisbane Chorale, Queensland Choir, Brisbane Chamber Choir, Canticum Chamber Choir, Brisbane Concert Choir, Imogen Children's Chorale og Brisbane Birralee Voices. Disse kor optræder typisk i byens mange kirker.
Udover QPAC har Brisbane Powerhouse i New Farm og Judith Wright Centre of Contemporary Arts på Brunswick Street i Fortitude Valley forskellige programmer med festivaler og udstillinger af visuel kunst, musik og dans.
Brisbane har også mange små teatre med amatørkunstnere eller blandede amatører og professionelle. Det ældste er Brisbane Arts Theatre i Petrie Terrace, som blev grundlagt i 1936. Det har både voksen- og børneteater. La Boite Theatre Company optræder i Roundhouse Theatre i Kelvin Grove. Andre professionelle teatre i byen omfatter Twelfth Night Theatre i Bowen Hills, Metro Arts Theatre beliggende i Edward Street og Queensland Theatre Company's Bille Brown Studie i West End.
Sammen med Beijing, Berlin, Birmingham og Marseille blev Brisbane nomineret til Top 5 International Music Hotspots af Billboard i 2007.
Brisbanes natteliv er størst i centrum og Fortitude Valley. Treasury Casino ligger i centrum på hjørnet af George Street og Elizabeth Street.
En række popmusikere har tilknytning til Brisbane:
- Bee Gees brødrene blev født i Storbritannien, men voksede op i Redcliffe og Cribb Island, Brisbane.
- Medlemmerne af Powderfinger mødtes i Brisbane Grammar School og University of Queensland og blev tidligt populære i Brisbane.
- Indie rockbandet The Go-Betweens (efter hvilket Brisbanes Go Between Bridge er navngivet) blev dannet i Brisbane og mange af deres sange og albums, som Spring Hill Fair, afspejler stemningen i Brisbane i 1980'erne.
- The Veronicas' Lisa og Jessica Origliasso blev født og voksede op i Albany Creek, Brisbane.
- The Saints blev dannet i Brisbane i 1974 og var et af de første punk rock bands, der blev dannet uden for USA.
- Sheppard blev nummer 1 på den australske hitliste ARIA Singles Chart efter at være dannet i Brisbane i 2009.
- Savage Garden blev dannet i 1990'erne efter Darren Hayes besvarede Daniel Jones' annonce i en Brisbane avis.

## Årlige festivaler og begivenheder
Blandt de største tilbagevendende begivenheder i Brisbane er Ekka (Royal Queensland Exhibition), som er et dyrskue, der afholdes i august og Riverfestival, der er en kulturfestival, som afholdes i South Bank Parklands og omkringliggende områder i september. Warana var en byfest svarende til Melbournes Moomba festival. I 1996 blev den ændret til at blive afholdt hvert andet år under det nye navn Brisbane Festival. Brisbane International Film Festival (BIFF) afholdes hvert år i juli/august forskellige steder i Brisbane. BIFF viser nye film og retrospektiver af indenlandske og internationale filminstruktører sammen med seminarer og prisuddelinger.
Paniyiri festivalen i Musgrave Park i South Brisbane er en årlig græsk kulturfestival, som holdes over to dage i maj. Middelalderfestivalen, Brisbane Medieval Fayre and Tournament, holdes hvert år i juni i Musgrave Park. Valley Fiesta er en tredages festival arrangeret af Valley Chamber of Commerce. Den blev startet af Brisbane Marketing i 2002 for at promovere Fortitude Valley, som centrum for kunst og ungdomskultur. Den byder på gratis levende musik og anden underholdning, boder, mad og drikke fra mange lokal restauranter og cafeer. Motionsløbet Bridge to Brisbane er et årligt velgørenhedsarrangement, som nogle år har mere end 40.000 deltagere. Caxton Street Seafood and Wine Festival blev lanceret i 1994 af Caxton Street Development Association for at promovere Caxton Street i historiske Petrie Terrace som et betydeligt underholdningsområde, der fejrer og promoverer australsk musik, seafood og vin. Den byder på levende musik, mad og drikke fra Caxton Street restauranter og cafeer såvel som kunstudstillinger og historiske opsætninger og en musikkonkurrence. Den årlige Buddha Birth Day festival i Brisbanes South Bank menes at være verdens største med over 200.000 gæster hvert år.

## Sport
Brisbane har afholdt flere store sportsbegivenheder som Commonwealth Games i 1982 og Goodwill Games i 2001. Byen var også vært for nogle af kampene ved Rugby World Cup i 1987, Cricket World Cup i 1992, Sommer-OL 2000 (fodboldkampe), Rugby World Cup 2003. Brisbane var vært for finalen ved VM I Rugby League 2008 og vil sammen med Gold Coast afholde nogle af konkurrencerne ved Commonwealth Games i 2018. Brisbane bød på Sommer-OL i 1992 men tabte til Barcelona. Brisbane planlægger i øjeblikket at byde på OL i 2028.
Den mest populære klub i byen er Brisbane Broncos, som spiller i National Rugby League. Rugby Union er også særdeles populært i Brisbane og Queensland Reds spiller i Super Rugby ligaen. Brisbane har også et professionelt fodboldhold, Brisbane Roar FC og AFL klubben Brisbane Lions (australsk fodbold).
Byens vigtigste sportsarenaer er The Gabba, Sleeman Centre i Chandler, Suncorp Stadium (Lang Park), Ballymore Stadium og stadionfaciliteterne ved Queensland Sport and Athletics Centre i Nathan. Med lukningen af Milton Tennis banerne i 1994, manglede Brisbane tennisfaciliteter til større arrangementer. I 2005 godkendte delstatsregeringen byggeriet af et ny tennisstadion, State Tennis Centre, til AUD 65 millioner. Byggeriet var færdigt i 2008. Brisbane International har været afholdt her siden januar 2009.
Brisbane har fra 2016 hold i alle de større nationale turneringer.
| Sport             | Klubnavn             | Liga                               | Stadion                                 | Reference |
| ----------------- | -------------------- | ---------------------------------- | --------------------------------------- | --------- |
| Rugby League      | Queensland           | State of Origin series             | Suncorp Stadium (Lang Park)             | [ 85 ]    |
| Rugby League      | Brisbane Broncos     | National Rugby League              | Suncorp Stadium (Lang Park)             | [ 86 ]    |
| Rugby Union       | Queensland Reds      | Super Rugby                        | Suncorp Stadium (Lang Park)             | [ 87 ]    |
| Fodbold           | Brisbane Roar        | A-League                           | Suncorp Stadium (Lang Park)             |           |
| Cricket           | Queensland Bulls     | Sheffield Shield Ryobi One Day Cup | Brisbane Cricket Ground                 | [ 88 ]    |
| Cricket           | Brisbane Heat        | Big Bash League                    | Brisbane Cricket Ground                 |           |
| Australsk fodbold | Brisbane Lions       | Australian Football League         | Brisbane Cricket Ground                 | [ 89 ]    |
| Basketball        | Brisbane Bullets     | National Basketball League         | Brisbane Convention & Exhibition Centre | [ 90 ]    |
| Netball           | Queensland Firebirds | ANZ Championship                   | Brisbane Convention & Exhibition Centre | [ 91 ]    |
| Baseball          | Brisbane Bandits     | Australian Baseball League         | Holloway Field                          |           |
| Hockey            | Queensland Blades    | Australian Hockey League           | Queensland State Hockey Centre          |           |

## Turisme og rekreation
Turisme spiller en vigtig rolle i Brisbanes økonomi. Byen er den tredjemest populære destination for internationale turister efter Sydney og Melbourne. Populære steder i Brisbane er South Bank Parklands, Roma Street Parkland, City Botanic Gardens, Brisbane Forest Park og Portside Wharf. Lone Pine Koala Sanctuary åbnede i 1927 og var verdens første koalapark. Forstaden Mount Coot-tha har en populær statsskov og Brisbane Botanic Gardens, der huser Sir Thomas Brisbane Planetariet og den japanske have "Tsuki-yama-chisen" (tidligere Japans pavillon ved World Expo '88 i Brisbane).
Brisbane har mere end 27 km cykelsti, hovedsageligt langs Brisbane River og i centrum. Floden var tidligere et populært badested og man kunne tage bådekskursioner til Moreton Bay, da havnen lå tæt på centrum. I dag er fiskeri og sejlads mere udbredt. Andre populære rekreative aktiviteter inkluderer klatring på Story Bridge og ved Kangaroo Point Cliffs. Den nærtliggende Australia Zoo, som blev gjort berømt af Steve Irwin, trækker også mange turister til Brisbane.
I 2015 blev Brisbane valgt som en af verdens 10 smukkeste byer i en konkurrence udskrevet af rejsebogsserien Rough Guides. Begrundelsen var "den vindende kombination af moderne skyskraberarkitektur, grønne områder og den enorme Brisbane River, som snor sig gennem byen før den løber ud i den blå Moreton Bay."

## Medier
De vigtigste aviser i Brisbane er The Courier-Mail og The Sunday Mail, der begge ejes af News Corporation. Andre aviser, der kan fås i Brisbane, er The Australian og Weekend Australian samt Fairfax aviserne Australian Financial Review, Sydney Morning Herald og The Age. Fairfax har også websitet Brisbane Times. Der er lokalaviser i hele metropolområdet som f.eks. Brisbane News and City News. Mange af dem udgives af Quest Community Newspapers. mX, som er en daglig gratisavis, startede i 2007, efter dens succes i Melbourne og Sydney.
Brisbane er dækket af alle Australiens 5 store TV-netværk, som sender fra toppen af Mount Coot-tha. Det er de tre kommercielle TV-stationer Seven, Nine og Ten samt de to statsejede ABC og SBS. Alle fem sender også digitalt. 31, som er en lokalstation, sender også i Brisbane. Optus, Foxtel og Austar sælger betalings-TV i via kabel og satellit.
ABC sender  på fem kanaler i Brisbane: 612 ABC Brisbane, ABC Classic FM, ABC NewsRadio, Radio National og Triple J. SBS sender også i Brisbane. Byen dækkes også af flere kommercielle radiostationer som 4KQ, 4BC, 4BH, 97.3 FM, B105 FM, Nova 106.9, RadioTAB og Triple M. Brisbane har også en række lokalstationer som 96five Family FM, 4MBS Classic FM 103.7, 4EB FM og 4ZZZ 102.1.

## Brisbane øgenavne
"Bris Vegas" er et øgenavn givet til Brisbane. Det er blevet tilskrevet en Elvis Presley tribut CD og byens voksende musikscene. Det menes første gang, at være blevet nævnt på tryk i avisen The Courier-Mail i 1996. Det var omkring den tid Treasury Casino åbnede i Brisbane og pokermaskiner blev populære i Brisbanes barer og klubber. Andre mener, det er opstået som en ironisk kommentar til Brisbanes natteliv sammenlignet med det i Las Vegas, Nevada. 

## Personer fra Brisbane
- Peter C. Doherty (1940-),[101] Nobelprismodtager
- Craig Steven Wright (1970-), programmør[102][103]